# Varese Football Club 2003-2004
Questa voce raccoglie le informazioni riguardanti il Varese Football Club nelle competizioni ufficiali della stagione 2003-2004.

## Stagione
La squadra viene totalmente rivoluzionata rispetto alla stagione precedente con 22 giocatori ceduti, tra i quali i senatori Gorini, Tolotti e Bandirali (472 presenze in tre in biancorosso), 16 acquistati e l'undici titolare praticamente rinnovato totalmente. La stagione si conclude nel peggiore dei modi con la retrocessione ai play-out contro la Reggiana, che si salva grazie al gol segnato in trasferta nella gara di andata, e il fallimento della società guidata da Turri e Tacconi che porta alla cancellazione del Varese F.C. e alla discesa in Eccellenza. Stacanovista della stagione è il portiere Emiliano Dei che gioca tutte le 34 partite di campionato e le 2 dei play-out, mattatore Andrea Mussi con 12 reti tra campionato e spareggi.

## Organigramma societario
Area direttiva
- Presidente: Claudio Turri
- Vicepresidente: Danilo Broggi
- Amministratore delegato: Corrado Santoro

Area tecnica
- Direttore Sportivo: Vincenzo Luciano Serra
- Team Manager: Antonello Monni
- Responsabile relazioni esterne: Cristina Stecchi
- Segretario generale: Sandro Zaio
- Allenatore: Giuseppe Sannino, dalla 26ª giornata Paolo Beruatto

Area sanitaria
- Responsabile sanitario: dott. Marco Kogoj
- Medico sociale: dott. Fabio D'Angelo, dott. Marco De Pietri, dott. Carlo Montoli
- Massaggiatore: Giovanni Guberti

## Calciomercato

### Sessione estiva
| Acquisti | Acquisti           | Acquisti      | Acquisti |
| R.       | Nome               | da            | Modalità |
| -------- | ------------------ | ------------- | -------- |
| P        | Nikolas Buso       | Udinese       |          |
| D        | Gianfranco Circati | Padova        |          |
| D        | Enea Dionisio      | Cagliari      |          |
| D        | Giovanni Langella  | Giulianova    |          |
| D        | Lorenzo Liverani   | Padova        |          |
| D        | Giacomo Paoli      | Verbania      |          |
| D        | Andrea Preite      | Pavia         |          |
| C        | Filippo Catenacci  | Alessandria   |          |
| C        | Vanni Chiarotto    | Pro Patria    |          |
| C        | Luigi Crisopulli   | Mantova       |          |
| C        | Daniele Dalla Bona | Biellese      |          |
| C        | Daniele Facciotto  | Mantova       |          |
| C        | Davide Moro        | Sangiovannese |          |
| C        | Alessandro Piras   | Alghero       |          |
| A        | Federico Ligori    | Biellese      |          |
| A        | Andrea Mussi       | Arezzo        |          |

| Cessioni | Cessioni             | Cessioni    | Cessioni      |
| R.       | Nome                 | a           | Modalità      |
| -------- | -------------------- | ----------- | ------------- |
| P        | Giovanni Sannino     |             | fine carriera |
| P        | Nicolas Cinalli      | Crotone     |               |
| D        | Roberto Bandirali    | Pavia       |               |
| D        | Tommaso Chiecchi     | Foggia      |               |
| D        | Andrea Ferrante      |             |               |
| D        | Edoardo Gorini       | AlbinoLeffe |               |
| D        | Alberto Gruttadauria | Pavia       |               |
| D        | Alessandro Nigro     | Acireale    |               |
| D        | Giacomo Nincheri     | Carrarese   |               |
| D        | Stefano Presotto     | Meda        |               |
| D        | Leandro Rinaudo      | Salernitana |               |
| D        | Carlo Sassarini      | Treviso     |               |
| D        | Ivan Tolotti         | Ivrea       |               |
| C        | Stefano Brognoli     | Biellese    |               |
| C        | Giuliano Gentilini   | Lanciano    |               |
| C        | Leandro Rinaudo      | Salernitana |               |
| C        | Michele De Simone    | Crotone     |               |
| C        | Zlatko Zebic         |             |               |
| A        | Mohamed Benhassen    |             |               |
| A        | Walter Mirabelli     | Ivrea       |               |
| A        | Alessandro Pellicori | Foggia      |               |
| A        | Mauro Ragatzu        | Frosinone   |               |
| A        | Paolo Zirafa         | Monza       |               |
| A        | Dino Fava Passaro    | Udinese     |               |

### Sessione invernale
| Acquisti | Acquisti         | Acquisti | Acquisti |
| R.       | Nome             | da       | Modalità |
| -------- | ---------------- | -------- | -------- |
| D        | Fabio Caselli    | Reggiana |          |
| C        | Antonio Esposito | Basilea  |          |
| C        | Andrea Pisanu    | Verona   |          |
| A        | Cristian Bertani | Como     |          |

| Cessioni | Cessioni        | Cessioni  | Cessioni |
| R.       | Nome            | a         | Modalità |
| -------- | --------------- | --------- | -------- |
| A        | Federico Ligori | Prato     |          |
| A        | Fabio Lorieri   | Sanremese |          |

## Risultati

### Serie C1

#### Girone di andata
| Arbitro: | Giachero (Pinerolo) |

|               |           |               |
| Di Nicola 66’ | Marcatori | 52’ Facciotto |

| Varese 7 settembre 2003 2ª giornata | Varese           | 0 – 0 | Pavia | Stadio Franco Ossola\| Arbitro: \| Saveri (Viterbo) \| |
| Arbitro:                            | Saveri (Viterbo) |       |       |                                                        |

| Arbitro: | Zambon (Padova) |

|                         |           |  |
| Ambrosi 25’, 70’ (rig.) | Marcatori |  |

| Arbitro: | Padovan (Conegliano) |

|                                     |           |                          |
| Chiarotto 38’ Lorieri 55’ Mussi 62’ | Marcatori | 16’ Pinamonte 36’ Carlet |

| Varese 28 settembre 2003 5ª giornata | Varese          | 0 – 0 | Padova | Stadio Franco Ossola\| Arbitro: \| Lena (Ciampino) \| |
| Arbitro:                             | Lena (Ciampino) |       |        |                                                       |

| Arbitro: | Sacco (Civitavecchia) |

|  |           |           |
|  | Marcatori | 23’ Mussi |

| Arbitro: | Giglioni (Siena) |

|                        |           |  |
| Centi 24’ N. Russo 75’ | Marcatori |  |

| Arbitro: | C. Rubino (Salerno) |

|                  |           |             |
| Mussi 45’ (rig.) | Marcatori | 34’ Gennari |

| Arbitro: | Pierpaoli (Firenze) |

|                           |           |                      |
| Selva 4’, 17’ Roselli 54’ | Marcatori | 6’ Mussi 64’ Lorieri |

| Arbitro: | Lioce (Molfetta) |

|                 |           |                               |
| Mussi 4’ (rig.) | Marcatori | 29’ (rig.) Ranalli 64’ Fanesi |

| Arbitro: | Crugliano (Crotone) |

|  |           |           |
|  | Marcatori | 94’ Mussi |

| Arbitro: | Zanardo (Conegliano) |

|                                 |           |                    |
| Mussi 61’ (rig.), 73’ Porro 81’ | Marcatori | 61’ (rig.) Cavalli |

| Arbitro: | Herberg (Messina) |

|          |           |  |
| Coti 79’ | Marcatori |  |

| Arbitro: | Ciampi (Roma) |

|                       |           |              |
| Venturelli 58’ (aut.) | Marcatori | 13’ Serafini |

| Arbitro: | Ciliberto (Merano) |

|              |           |  |
| Diamanti 32’ | Marcatori |  |

| Arbitro: | La Rocca (Ercolano) |

|                |           |                                 |
| Fiumicelli 56’ | Marcatori | 43’ Porcu 58’ Chechi 87’ Udassi |

| Arbitro: | Torella (Roma) |

|                         |           |           |
| D'Isanto 47’ Desole 82’ | Marcatori | 34’ Porro |

#### Girone di ritorno
| Arbitro: | De Luca (Pescara) |

|  |           |                                |
|  | Marcatori | 52’ Floccari 67’ (rig.) Trotta |

| Arbitro: | Giachero (Pinerolo) |

|  |           |                |
|  | Marcatori | 77’ Fiumicelli |

| Arbitro: | Lops (Torino) |

|           |           |  |
| Mussi 85’ | Marcatori |  |

| Arbitro: | Masin (Cervignano del Friuli) |

|                |           |  |
| M. Palombo 30’ | Marcatori |  |

| Arbitro: | Guerriero (Catanzaro) |

|                     |           |          |
| Guidetti 73’ (rig.) | Marcatori | 87’ Aloe |

| Arbitro: | Zanzi (Lugo di Romagna) |

|  |           |                           |
|  | Marcatori | 74’ Carruezzo 82’ Lenzini |

| Varese 7 marzo 2004 24ª giornata | Varese             | 0 – 0 | Lumezzane | Stadio Franco Ossola\| Arbitro: \| Pantana (Macerata) \| |
| Arbitro:                         | Pantana (Macerata) |       |           |                                                          |

| Arbitro: | Taverna (Taurianova) |

|                           |           |  |
| Ruopolo 15’ Sgrigna 40+2’ | Marcatori |  |

| Arbitro: | Guerriero (Catanzaro) |

|            |           |  |
| Rinino 58’ | Marcatori |  |

| Arbitro: | Celi (Bari) |

|                                      |           |                |
| Sadotti 3’ Gissi 42’ Campolonghi 69’ | Marcatori | 57’ Fiumicelli |

| Arbitro: | Mariuzzo (Venezia) |

|                  |           |                   |
| Porro 45’ (rig.) | Marcatori | 53’ Kalu 58’ Elia |

| Arbitro: | Benedetti (Viterbo) |

|                           |           |                       |
| Ranalli 13’ Confalone 42’ | Marcatori | 50’ Bertani 61’ Mussi |

| Arbitro: | Banti (Livorno) |

|           |           |            |
| Porro 38’ | Marcatori | 93’ Bordin |

| Arezzo 25 aprile 2004 31ª giornata | Arezzo              | 0 – 0 | Varese | Stadio Città di Arezzo\| Arbitro: \| Barbirati (Ferrara) \| |
| Arbitro:                           | Barbirati (Ferrara) |       |        |                                                             |

| Arbitro: | Ciancaleoni (Foligno) |

|           |           |            |
| Mussi 65’ | Marcatori | 30’ Ligori |

| Arbitro: | Damato (Barletta) |

|                       |           |  |
| Palumbo 63’ Sanna 87’ | Marcatori |  |

| Arbitro: | Lena (Ciampino) |

|                                           |           |                   |
| Fiumicelli 1’ Pisanu 15’ Porro 44’ (rig.) | Marcatori | 33’, 69’ Cascione |

### Play-out
| Arbitro: | Orsato (Schio) |

|  |           |             |
|  | Marcatori | 52’ Okoroji |

| Arbitro: | Pierpaoli (Firenze) |

|              |           |                       |
| Marzullo 36’ | Marcatori | 48’ Bertani 60’ Mussi |

### Coppa Italia di Serie C

#### Girone B
| Arbitro: | Beretta (Treviglio) |

|                                                |           |                           |
| Leone 23’ Barbisan 61’ Margheriti 90+4’ (rig.) | Marcatori | 25’ Lorieri 56’ Mirabelli |

| Arbitro: | Vicinanza (Albenga) |

|  |           |            |
|  | Marcatori | 5’ Coralli |

| 24 agosto 2003 3ª giornata |  | – Turno di riposo Varese |  |  |

| Arbitro: | Di Fiore (Aosta) |

|  |           |              |
|  | Marcatori | 41’ Dionisio |

| Arbitro: | Dattrino (Torino) |

|                       |           |          |
| Papini 20’ Rinino 55’ | Marcatori | 87’ Toma |

## Statistiche

### Statistiche di squadra
| Competizione | Punti | In casa | In casa | In casa | In casa | In casa | In casa | In trasferta | In trasferta | In trasferta | In trasferta | In trasferta | In trasferta | Totale | Totale | Totale | Totale | Totale | Totale | DR  |
| Competizione | Punti | G       | V       | N       | P       | Gf      | Gs      | G            | V            | N            | P            | Gf           | Gs           | G      | V      | N      | P      | Gf     | Gs     | DR  |
| ------------ | ----- | ------- | ------- | ------- | ------- | ------- | ------- | ------------ | ------------ | ------------ | ------------ | ------------ | ------------ | ------ | ------ | ------ | ------ | ------ | ------ | --- |
| Serie C1     | 35    | 17      | 5       | 7       | 5       | 18      | 20      | 17           | 3            | 4            | 10           | 11           | 23           | 34     | 8      | 11     | 15     | 29     | 43     | -14 |
| Play-out     | -     | 1       | 0       | 0       | 1       | 0       | 1       | 1            | 1            | 0            | 0            | 2            | 1            | 2      | 1      | 0      | 1      | 2      | 2      | 0   |
| Coppa Italia | -     | 2       | 0       | 0       | 2       | 1       | 3       | 2            | 1            | 0            | 1            | 3            | 3            | 4      | 1      | 0      | 3      | 4      | 6      | -2  |
| Totale       | -     | 20      | 5       | 7       | 8       | 19      | 24      | 20           | 5            | 4            | 11           | 16           | 27           | 40     | 10     | 11     | 19     | 35     | 51     | -16 |

### Statistiche dei giocatori
| Giocatore     | Serie C1 | Serie C1 | Play-out | Play-out | Coppe Italia Serie C | Coppe Italia Serie C | Totale   | Totale |
| Giocatore     | Presenze | Reti     | Presenze | Reti     | Presenze             | Reti                 | Presenze | Reti   |
| ------------- | -------- | -------- | -------- | -------- | -------------------- | -------------------- | -------- | ------ |
| I. Aloe       | 9        | 1        | 0        | 0        | ?                    | ?                    | 9+       | 1+     |
| S. Avallone   | 28       | 0        | 2        | 0        | ?                    | ?                    | 30+      | 0+     |
| C. Bertani    | 17       | 1        | 2        | 1        | -                    | -                    | 19       | 2      |
| N. Buso       | 0        | 0        | 0        | 0        | ?                    | ?                    | 0+       | 0+     |
| F. Caselli    | 12       | 0        | 0        | 0        | -                    | -                    | 12       | 0      |
| F. Catenacci  | 3        | 0        | 0        | 0        | ?                    | ?                    | 3+       | 0+     |
| G. Cavalliere | 0        | 0        | 0        | 0        | ?                    | ?                    | 0+       | 0+     |
| V. Chiarotto  | 29       | 1        | 2        | 0        | ?                    | ?                    | 31+      | 1+     |
| G. Circati    | 30       | 0        | 2        | 0        | ?                    | ?                    | 32+      | 0+     |
| L. Crisopulli | 27       | 0        | 2        | 0        | ?                    | ?                    | 29+      | 0+     |
| D. Dalla Bona | 11       | 0        | 0        | 0        | ?                    | ?                    | 11+      | 0+     |
| E. Dei        | 34       | -43      | 2        | -2       | ?                    | ?                    | 36+      | -45+   |
| E. Dionisio   | 22       | 0        | 2        | 0        | ?                    | ?                    | 24+      | 0+     |
| A. Esposito   | 5        | 0        | 0        | 0        | -                    | -                    | 5        | 0      |
| D. Facciotto  | 18       | 1        | 0        | 0        | ?                    | ?                    | 18+      | 1+     |
| E. Fiumicelli | 24       | 4        | 2        | 0        | ?                    | ?                    | 26+      | 4+     |
| G. Langella   | 15       | 0        | 0        | 0        | ?                    | ?                    | 15+      | 0+     |
| F. Ligori     | 8        | 0        | -        | -        | ?                    | ?                    | 8+       | 0+     |
| L. Liverani   | 12       | 0        | 0        | 0        | ?                    | ?                    | 12+      | 0+     |
| F. Lorieri    | 12       | 2        | -        | -        | ?                    | ?                    | 12+      | 2+     |
| D. Moro       | 31       | 0        | 2        | 0        | ?                    | ?                    | 33+      | 0+     |
| A. Mussi      | 28       | 11       | 2        | 1        | ?                    | ?                    | 30+      | 12+    |
| G. Paoli      | 0        | 0        | ?        | ?        | ?                    | ?                    | 0+       | 0+     |
| N. Pascuccio  | 3        | 0        | 0        | 0        | ?                    | ?                    | 3+       | 0+     |
| A. Pisanu     | 13       | 1        | 2        | 0        | -                    | -                    | 15       | 1      |
| A. Piras      | 3        | 0        | 0        | 0        | ?                    | ?                    | 3+       | 0+     |
| G. Porro      | 27       | 5        | 2        | 0        | ?                    | ?                    | 29+      | 5+     |
| A. Preite     | 24       | 0        | 2        | 0        | ?                    | ?                    | 26+      | 0+     |
| M. Rinino     | 25       | 1        | 2        | 0        | ?                    | ?                    | 27+      | 1+     |